# La Bóveda de Toro
La Bóveda de Toro és un municipi de la província de Zamora a la comunitat autònoma de Castella i Lleó. Limita amb Guarrate, Villabuena del Puente, El Pego i Vadillo de la Guareña.

## Demografia
| 1991 | 1996 | 2001 | 2004 |
| ---- | ---- | ---- | ---- |
| 1090 | 1029 | 939  | 896  |